# نوریک منویان
نوریک هنریکی منویان (ارمنی: Նորիկ Հենրիկի Մնոյան؛ زادهٔ ۲۰ فوریهٔ ۱۹۵۹) یک سیاستمدار اهل ارمنستان است که از تاریخ ۱۹۹۵ تا تاریخ ۱۹۹۹ سمت نمایندگی دوره اول مجلس ملی جمهوری ارمنستان را برعهده داشت.

## زندگی‌نامه
در 	۲۰ فوریهٔ ۱۹۵۹ در روستای گارناهوویت به دنیا آمد و از دانشگاه ملی پلی‌تکنیک ارمنستان فارغ‌التحصیل شد. 